# Neospintharus bicornis
Neospintharus bicornis là một loài nhện trong họ Theridiidae.
Loài này thuộc chi Neospintharus. Neospintharus bicornis được Octavius Pickard-Cambridge miêu tả năm 1880.